# Marie z Lusignanu (1273–1319)
Marie z Lusignanu (katalánsky Maria de Xipre, italsky Maria di Cipro, 1273 – duben 1319, Tortosa) byla dcera Huga III. Kyperského a jeho manželky Isabely z Ibelinu. Sňatkem se stala aragonskou královnou a byla členkou rodu Poitiers-Lusignan.

## Život
Narodila se jako jedna z mnoha dcer kyperského krále Huga III. a Isabely, dcery kyperského konetábla Víta z Ibelinu. Dlouho zůstávala svobodná a do manželského svazku vstoupila až na podzim roku 1315, kdy se stala třetí manželkou aragonského krále Jakuba II. Sňatek s poněkud „obstarožní“ Marií byl z Jakubovy strany motivován nikoli touhou po dědici (těch měl král z minulého manželství dost), ale nadějí na získání kyperského trůnu, v případě, že Mariin bratr zemře bez potomstva.
Marie zemřela bezdětná po čtyřech letech manželství v dubnu 1319 a byla pohřbena ve františkánském klášteře v Barceloně. Ten byl roku 1835 zbořen a ostatky královny byly společně s dalšími přeneseny do místní katedrály. Ve 20. století byly společně s pozůstatky Konstancie Sicilské, Sibyly z Fortie a Eleonory Aragonské uloženy v tumbě od Frederica Marèse.
Jakub se před svou smrtí v roce 1327 naposledy oženil s Elisendou de Montcada.